# Wilhelm Kähler (Politiker)

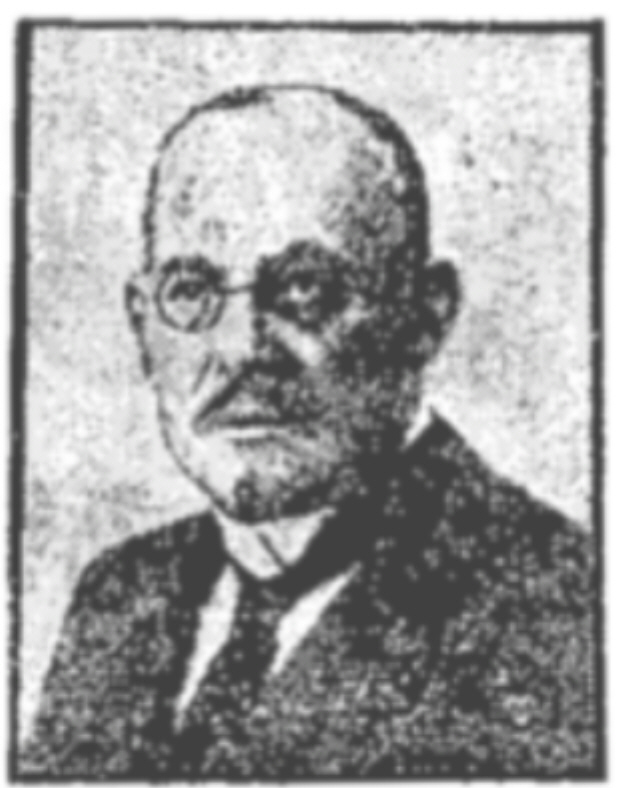
Wilhelm Kähler

Wilhelm Kähler, auch Wilhelm Kaehler (* 5. Februar 1871 in Halle; † 14. Februar 1934 in Berlin) war ein deutscher Jurist, Volkswirt, Hochschullehrer und Politiker (DNVP).

## Leben und Beruf
Wilhelm Kähler wurde am 5. Februar 1871 in Halle/Saale als Sohn des Theologen Martin Kähler geboren. Nach dem Schulbesuch studierte er von 1888 bis 1892 Rechts- und Staatswissenschaften an den Universitäten in Halle und Berlin. In Halle wurde er 1888 Mitglied der SBV Tuiskonia im Schwarzburgbund. Er promovierte 1893 an der Universität Halle zum Dr. jur., ebenda 1896 zum Dr. phil. und war anschließend als Referendar tätig. Nach seiner Habilitation 1897 wurde er 1900 als ordentlicher Professor für Nationalökonomie an die Technische Hochschule Aachen berufen. Gleichzeitig arbeitete er ab 1908 als Lehrer an der dortigen Handelshochschule. Ab 1914 war er Professor für Nationalökonomie an der Universität Greifswald, deren Rektor er später wurde.

## Abgeordneter
Kähler war von 1919 bis 1921 Mitglied der Verfassungsgebenden Preußischen Landesversammlung und wurde anschließend in den Preußischen Landtag gewählt, dem er bis 1928 angehörte.

## Öffentliche Ämter
Nach dem „Preußenschlag“ im Juli 1932 ernannte Franz von Papen zunächst den Zentrumspolitiker Aloys Lammers zum Reichskommissar. Kähler übernahm am 29. Oktober 1932 dessen Funktion, womit ihm die Leitung des preußischen Kultusministeriums übertragen wurde. Am 4. Februar 1933 wurde der Nationalsozialist Bernhard Rust zu seinem Amtsnachfolger bestimmt.

## Veröffentlichungen (Auswahl)
- Die Stellvertretung im Gewerbebetrieb, eine gewerberechtliche Untersuchung. Bd. 1, Halle 1893 (Halle, Univ., Jur. Diss., 1893).
- Gesindewesen und Gesinderecht in Deutschland. Gustav Fischer, Jena 1896 (Sammlung nationalökonomischer und statistischer Abhandlungen des Staatswissenschaftlichen Seminars zu Halle a.d. Saale; 11) (Dissertation, Friedrichs-Universität Halle-Wittenberg, 1896).
- Hrsg.: Beiträge zur Lehre von den öffentlichen Schulden. Bd. 1, H. 1: Die preussischen Kommunalanleihen mit besonderer Rücksicht auf eine Centralisation des Kommunalkredits. Fischer, Jena 1897 (Halle, Univ., Phil. Hab.-Schr., 1897).
- Die Entwickelung des staatswissenschaftlichen Unterrichts an der Universität Halle. In: Hermann Paasche (Hrsg.): Festgabe für Johannes Conrad: zur Feier des 25jährigen Bestehens des staatswissenschaftlichen Seminars zu Halle a. S. Fischer, Jena 1898 (Sammlung nationalökonomischer und statistischer Abhandlungen des Staatswissenschaftlichen Seminars zu Halle a. d. S.), S. 113–182.
- Wie studiert man auf der Handelshochschule? Eine Einführung in d. Handelshochschulstudium. Violet, Stuttgart 1905 (Violets Studienführer)
- Die Rechtsstellung der Lehrkräfte an den Preussischen Technischen Hochschulen: Ein Vortrag. Springer, Berliner 1913 (Digitalisat).
- Die Gründung der Deutschnationalen Volkspartei: Vortrag, gehalten als Einführung in das Verständnis ihrer Ziele, vor der Greifswalder Studentenschaft. Parteibüro, Greifswald 1918 (Digitalisat).
- Die Versklavung des deutschen Wirtschaftslebens; eine kurze volkswirtschaftliche Würdigung des Friedensvertrages. Abel, Greifswald 1919 (Digitalisat).
- Volkswirtschaft und Unterrichtswesen: Rede, gehalten bei der Rektoratsübergabe am 15. Mai 1920. Bamberg, Greifswald 1920 (Greifswalder Universitätsreden; 2).
- Das preussische Finanzelend. Deutschnationale Schriftenvertriebsstelle, Berlin 1921 (Deutschnationale Flugschrift; 86).